# 王天送 (花蓮)
王天送（1924年9月24日—2016年12月31日），臺灣基隆人，台灣電力公司人物，長年在花蓮縣從事考古。

## 生平

### 早年生涯
1924年9月24日，王天送生於基隆。1929年，因父親出任臺灣文化協會東部會長一職，舉家自基隆港搭乘福清丸搬往東臺灣，住於今日的花蓮市博愛街。從小在漁港長大，讓王天送幼時即對各種魚貝類有興趣。初中時，王天送白日在電力公司工作，晚上則到花蓮港中學唸書。
鹿野忠雄來花蓮做田野調查時，聘請王天送、平埔族人陳武台作研究助理，讓王天送當時就踏遍花蓮原住民部落作考古與動植物的採集。期間他們發現了三種新品種的魚類和一種貝類，經鑑定後，還用王天送的姓氏命名。鹿野忠雄事必躬親、實事求是的研究精神，影響著王天送日後作研究的方法和態度。十七歲時，王天送就開始調查威里事件中藏匿頭顱的二十五頭洞。
1942年9月，王天送加入花蓮港青年特別鍊成所，並於12月1日結業，進入「勤行報國青年隊」並執行一些戰地工務。1944年11月1日，加入大日本帝國海軍志願兵第4期，在左營訓練三個月後進入「高洋1115泉隊」，前往新南群島（現南沙群島）一帶作戰，1945年二戰結束後才回台灣。戰後王天送回電力公司工作，且因為擔任日本志願兵的經歷，還協助指導電力公司保警隊操作接收的日式槍枝及柔術。
1947年二二八事件爆發時，王天送因當時擔任當地的警備隊長，在3月中旬逃亡藏匿於秀林鄉砂婆礑山區一個多月。
1948年3月8日，王天送與謝秋菊結婚。兩人育王淑玲、王振賢、王振中、王振東、王振人一女四男。

### 投入考古
當兒女成長後，原先任職於台灣電力公司東區管理處的王天送投入了考古領域。1986年12月4日，王天送將多年來在花蓮縣尋得的考古文化史蹟遺址，整理出廿三處，有立霧高地石棺、掃叭石柱、太巴塱富沙丐遺跡、大坑遺址等，提供花蓮縣政府禮俗文化課參考，以免再遭破壞而消失。
雖然王天送只有初中學歷，但因著成就獲得學術界肯定，擔任臺灣省文獻會研究員。如王天送在美崙山發現舊石器時代器物、花崗山發現新石器時代器物、與黃建霖在六十石山發現石刀、和黃建霖在新社山發現大石棺、跟黃建霖在仙靈祠附近發現大南澳海岸遺址等。1994年，花蓮師院聘王天送為國小教師進修班講師，教授山地田野工作研究，三年後花蓮師院又聘他為教育學系社會科技術教師。花蓮縣喜愛鄉土文史人士有定期聚會的研究會，常向王天送請教花蓮資料及陪同出門田野調查。也有日本的貝類學者會特地來臺灣請教王天送。
自1992年起，王天送陸續將收集到的考古文物、魚貝類標本、民間器物等提供給花蓮縣港口、文蘭、明禮、永豐、靜浦、大富、豐濱、北濱、崇德、萬寧國小等小學成立鄉土資源教學館。像是王天送在大港口附近蒐集的海魚標本送給豐濱鄉港口國小附設的製陶館，1999年4月20日啟用。
2006年11月14日，王天送在吉安慶修院獲頒花蓮縣文化奉獻獎時，包括退休教授李思根、教育大學張惠珠、康培德、潘繼道及李宜憲等教師、楊守全校長、李建勳、林隆星、黃榮墩、翁純敏等人都前往祝賀。2007年1月31日，花蓮縣縣長謝深山頒贈王天送感謝狀，以感謝保存花蓮縣歷史文物。

### 晚年生活
花蓮縣每年舉辦二二八事件追思活動時，王天送會以受難者身分參加。2011年舉行時，王天送雖已中風，依然與鄭招生、柯萬見、王玉成一同出席。
王天送於2016年12月31日去世後，葬於吉安鄉慈雲山公墓。